# Mambéré

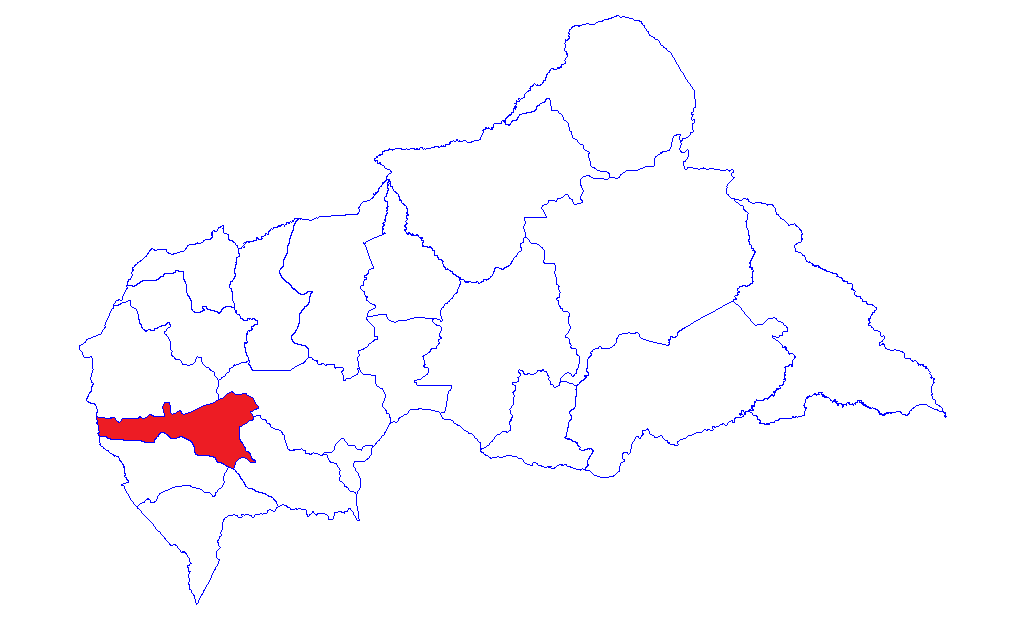
Localização de Mambéré

Mambéré é uma das 20 prefeituras da República Centro-Africana, tendo Carnot como capital. Possui uma área de 15 740 km² e tem uma população de 324 406 habitantes segundo estimativas oficiais em 2024. Anteriormente parte de Mambéré-Kadéï, Mambéré foi criada em dezembro de 2020.